# 贺州学院
贺州学院（壮语：Hocouh Yozyen）是中华人民共和国广西壮族自治区贺州市的一所全日制普通本科院校。

## 简介

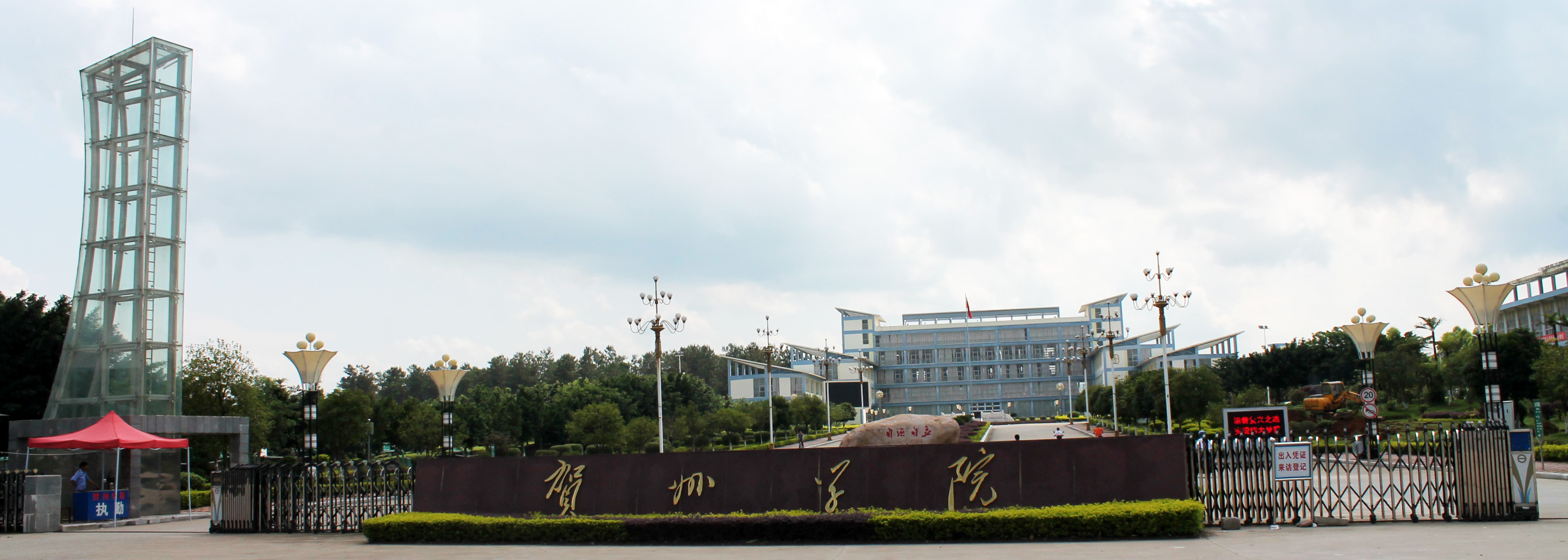
贺州学院西校区门口

贺州学院前身为1943年创立的广西省立平乐师范学校，后改建或更名为贺县师范学校、八步师范学校、梧州地区教师进修学院、梧州地区教育学院、梧州师范高等专科学校等。学院现分东、西两个校区，校园占地总面积781亩，校舍建筑总面积22万余平方米。学院设有中文系、外语系、数学系等11个教学系（部）27个本科专业、35个高职高专专业。学院在职教职员工764人，专任教师565人，全日制在校生10313人，其中本科生7305人，专科生3008人。

## 历史沿革
- 1943年3月创立广西省立平乐师范学校，以已经停办的平乐专区干部培训学校为校址（西约街校区）。
- 1958年9月1日，梧州专区师范专科学校。
- 1983年4月，梧州地区教师进修学院。
- 1988年3月，梧州地区教育学院。
- 1994年2月，梧州师范高等专科学校。
- 2006年2月，中华人民共和国教育部批准设立贺州学院。[2]

## 历任校长
- 首任校长：王国炳；李拔亭为名誉校长
- 1949年，张重光
- 1959年，吴赞之
- 1985年1月——1986年10月，钟景庵
- 1986年10月，陈钊华

## 院系设置
- 中文系
- 外国语学院
- 数学系
- 经济与管理学院，始创于1987年的政史科，1994年改称政史系，2002年6月更名为人文与管理系，2012年10月更名为经济与管理学院。[3]
- 艺术系
- 体育系
- 教育科学系
- 化学与生物工程系
- 计算机科学与工程系，2012年10更名为计算机科学与信息工程学院
- 物理与电子信息工程系
- 思想政治理论课教学部

## 图书馆
截至2016年9月，贺州学院图书馆由西校区主馆和东校区分馆组成，藏有纸质图书102.72万册，电子图书230万种（其中本地镜像53.61万种、网络包库180万种），多媒体资源1000余件，年订购中外文纸质报刊1500余种，电子期刊7000余种，交换学报400种。文献收集涵盖了哲学、经济学、法学、教育学、文学、历史学、理学、工学、管理学等学科门类。其中古籍5623种、贺州地方文化特色文献资料200余种，其中清代刊印的《贺县志》和民国时期出版的《贺县志》各1套。

### 小南湖

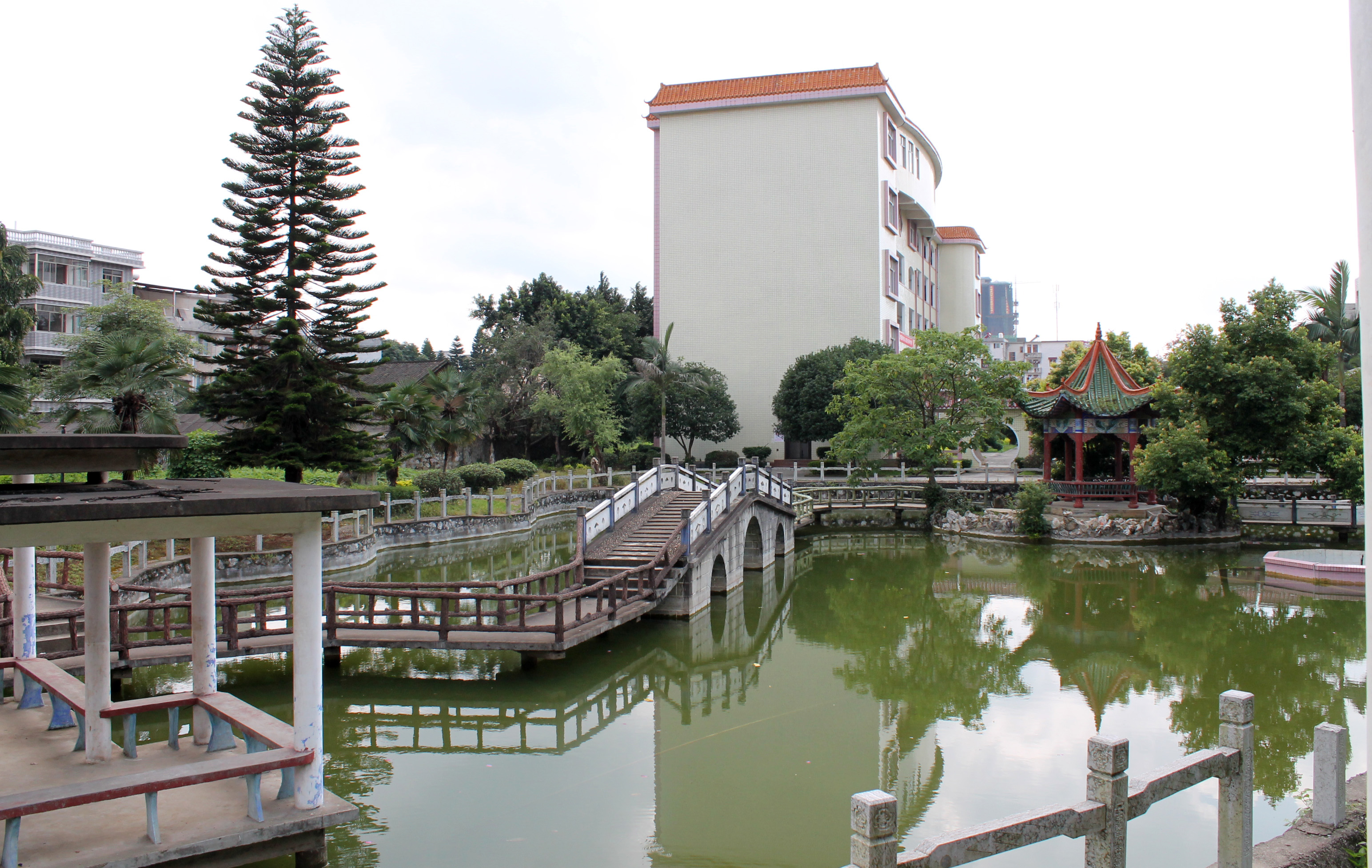
贺州学院东校区小南湖

### 乐师亭

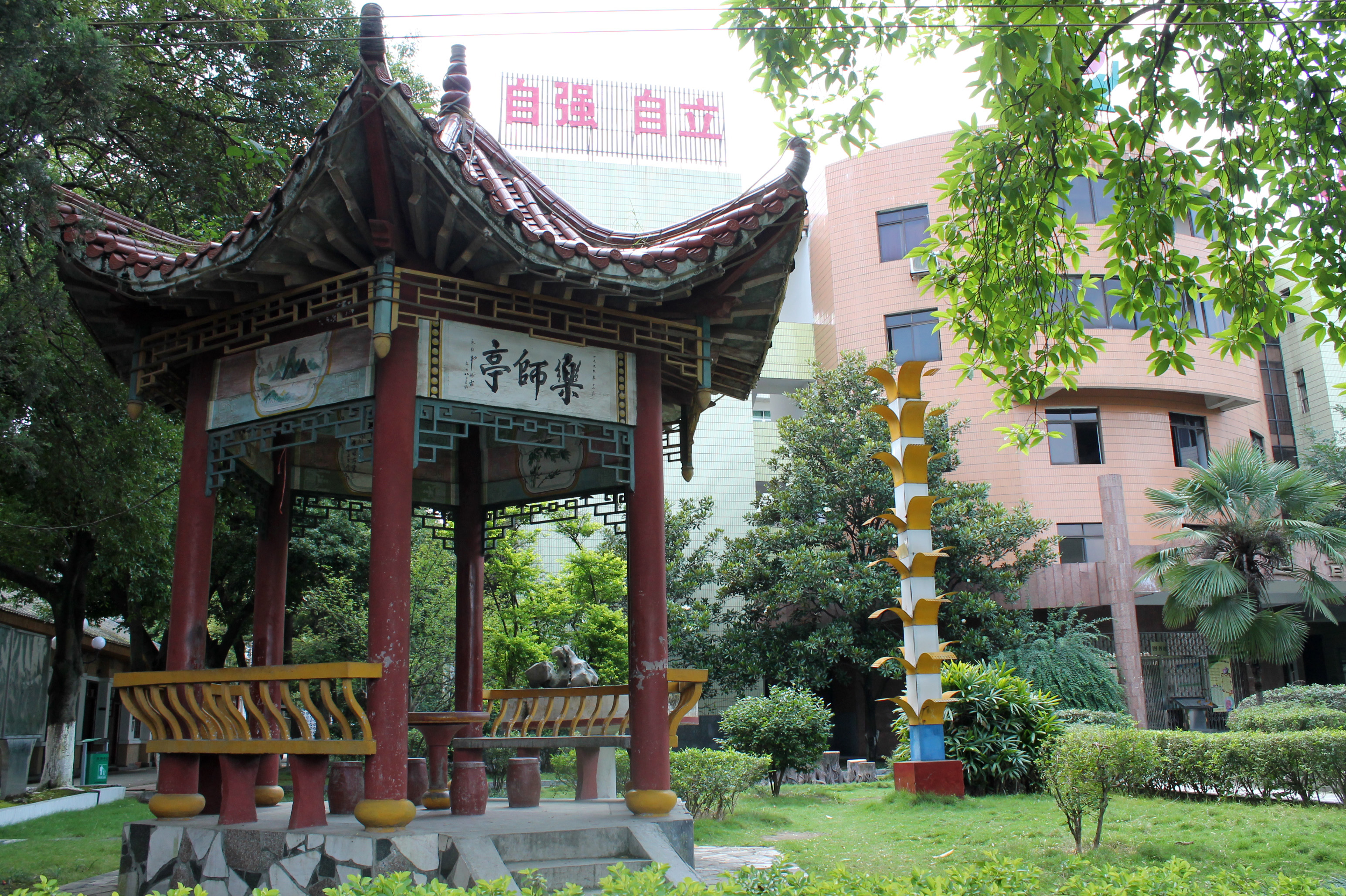
贺州学院东校区乐师亭

## 校内景点

### 同济亭
2003年11月29日建成，为纪念1938年冬上海同济大学迁址广西贺县八步镇（当时地名）而建。